# Внутренняя конверсия (химия)

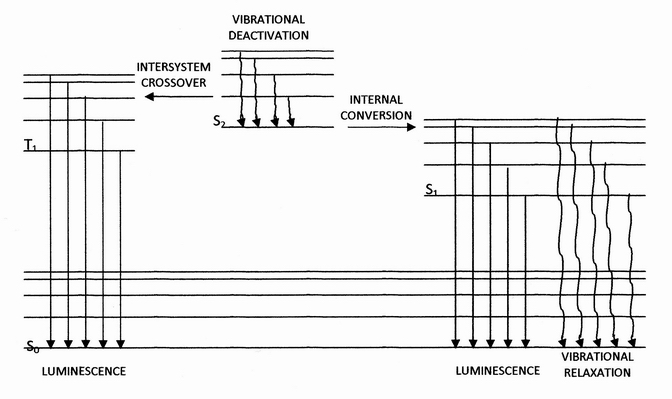
Диаграмма Яблонского, отображающая интеркомбинационную конверсию (слева) и внутреннюю конверсию (справа).

Вну́тренняя конве́рсия эне́ргии — переход молекулы или атома из высокоэнергетического в более низкоэнергетическое состояние безызлучательным путём. Термин безызлучательный означает, что в ходе этого процесса не происходит испускания фотона. Энергия возбуждённого электронного состояния расходуется на валентные колебания молекулы, в результате чего энергия возбуждения преобразуется в тепло. Главное отличие внутренней конверсии от  интеркомбинационной конверсии, которая также является безызлучательным способом потери энергии — неизменность спинового состояния молекулы.

## Примеры
Классический пример этого явления — флуоресценция хининсульфата, которую можно потушить используя соли галогенов. Возбуждённая молекула хининсульфата переходит в невозбуждённое состояние, увеличивая тепловую энергию окружающих её сольватированных ионов.
Для некоторых встречающихся в природе молекул характерна очень быстрая внутренняя конверсия. Способность преобразовывать энергию возбуждения, полученную после поглощения фотона, в теплоту является основным свойством всех фотопротекторных молекул, таких как меланин и каротиноиды. Быстрая внутренняя конверсия снижает время жизни возбуждённого состояния и, таким образом, предотвращает взаимодействие возбуждённой молекулы с другими частицами, снижая вероятность образования свободных радикалов. Нуклеиновые кислоты, а в особенности одиночные, свободные нуклеотиды, обладают коротким временем жизни именно из-за быстрой внутренней конверсии.
В технических устройствах, которые используют бимолекулярный перенос электронов, внутренняя конверсия является нежелательным процессом. Например, для функционирования ячеек Гретцеля более выгодным является наличие долгоживущих возбуждённых состояний.